# 阮叔軒
阮叔軒（越南语：／；1880年—？年），越南阮朝官員。

## 生平
阮叔軒是乂安省演州府安城縣富厚社（今屬乂安省演州縣演新社）人，嗣德三十三年（1880年）出生。成泰十五年（1903年），參加乂安場鄉試，考中舉人。維新四年（1910年），會試中格，庭試考中副榜。後任工部承辦。